# Praktica FX 2

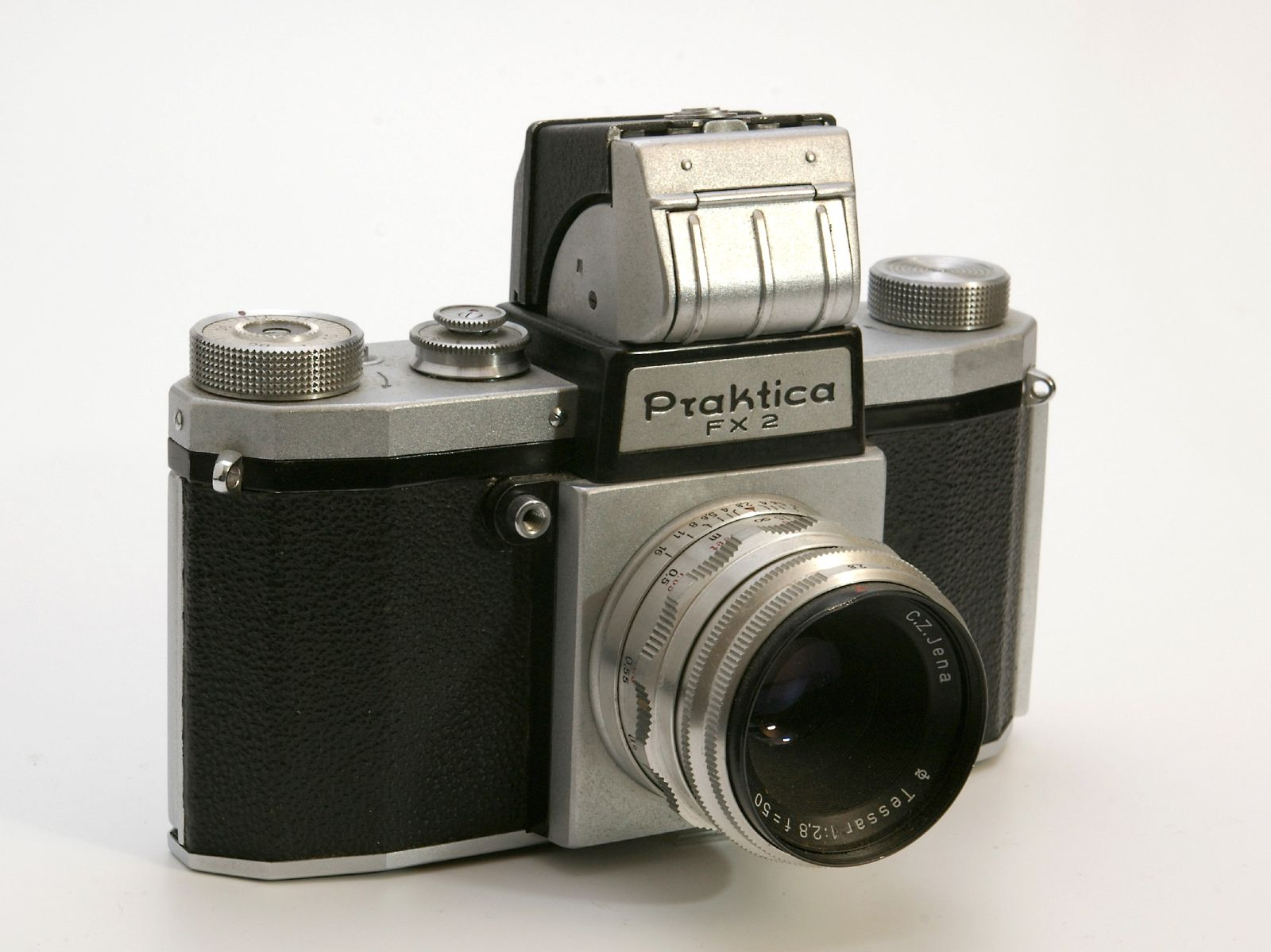
Praktica FX 2

A Praktica FX 2 tükörreflexes fényképezőgép, a Praktica terméksor első generációs készülékeinek egyike. 

## Jellemzése
Az egykori Német Demokratikus Köztársaságban, Drezdában a VEB Kamera-Werke Niedersedlitz üzemében gyártották 1955 és 1959 között. Több változatban készítették, amelyek elsősorban a vaku szinkronizálásának módozataiban, keresőjének mechanikájában és a kereső prizmaüvegének típusában különböznek egymástól. Az elnevezésében szereplő FX rövidítések a vaku szinkronizálásának módozataira utalnak. A kisfilmes fényképezőgép legrövidebb zársebessége 1/500 s. Tükörreflexes keresőjében mattüvegre vetített kép látható. Egyes változatait Praktica FX 3 elnevezéssel is gyártották. Elődje a Praktica FX, utóda a Praktica IV.